# Komisariat (serial telewizyjny)
Komisariat – polski serial paradokumentalny o tematyce kryminalnej emitowany od 12 czerwca do 23 listopada 2017 roku na antenie TVP1.
Pierwotnie premiera serialu miała się odbyć 15 maja 2017.

## Obsada
- Sebastian Wątroba – komisarz Krzysztof Maj
- Anna Dzierża – komisarz Aneta Polakowska
- Aleks Mackiewicz – młodszy aspirant Wojciech Kurpisz
- Konrad Marszałek – aspirant Jakub Zawilski
- Kamila Boruta – specjalistka od cyberprzestrzeni aspirant Lidia Staniec
- Konrad Makowski – szef laboratorium Mariusz Bartkowicz
- Zbigniew Kozłowski – komendant, komisarz Marcin Bielski
- Bartłomiej Pietraszewski – starszy sierżant Bartosz Wiatr
- Łukasz Sitnicki – sierżant Franciszek Marciniak
- Patrycja Baczewska – technik laboratorium Hermina Kwiatkowska
- Izabela Markiewicz – technik laboratorium Marta Laskowik
- Łukasz Grochowski – sierżant Daniel Kowalski
- Magdalena Woźniak – patolog

## Spis serii
| Seria | Okres emisji     | Odcinki    | Premiera serii  | Finał serii       | Pora emisji                 |
| ----- | ---------------- | ---------- | --------------- | ----------------- | --------------------------- |
| 1     | wiosna-lato 2017 | 1–36 (36)  | 15 maja 2017    | 31 sierpnia 2017  | poniedziałek–czwartek 17:25 |
| 2     | jesień 2017      | 37–78 (42) | 4 września 2017 | 23 listopada 2017 | poniedziałek–czwartek 18:55 |